# Теорема Холево
Теорема Холево — важная ограничивающая теорема в области квантовых вычислений, междисциплинарной области физики и информатики. Её иногда называют границей Холево, поскольку теорема устанавливает верхнюю границу на количество информации, которую можно узнать о квантовом состоянии (доступная информация). Теорему опубликовал Александр Семёнович Холево в 1973 году.

## Вводная информация
Как и для других концепций квантовой теории информации, понять суть вопроса легче на примере общения двух людей. Пусть у нас есть Алиса и Боб. У Алисы есть классическая случайная величина X, которая может принимать значения {1, 2, …, n} с соответствующими вероятностями {\displaystyle \{p_{1},p_{2},\dots ,p_{n}\}}. Алиса подготавливает квантовое состояние, представленное матрицей плотности {\displaystyle \rho _{X}}, выбранной из множества {\displaystyle \{\rho _{1},\rho _{2},\dots \rho _{n}\}}, и передаёт это состояние Бобу. Целью Боба является поиск значения X, которое осуществляется через измерение состояния {\displaystyle \rho _{X}}, что даёт классический результат, обозначаемый через Y. В этом контексте количество доступной информации, то есть, количество информации, которую Боб может получить посредством переменной X, является максимальным значением взаимной информации I(X:Y) между случайными переменными X и Y по всем возможным измерениям, которые Боб может сделать.
В настоящее время не известно формулы вычисления доступной информации. Имеется, однако, несколько верхних границ, из которых наиболее известна граница Холево, которая выражается следующей теоремой.

## Утверждение теоремы
Пусть {\displaystyle \{\rho _{1},\rho _{2},\dots ,\rho _{n}\}} будет множеством смешанных состояний и пусть {\displaystyle \rho _{X}} будет одним из этих состояний, извлечённым согласно распределению вероятности {\displaystyle P=\{p_{1},p_{2},\dots ,p_{n}\}}.
Теперь для любого измерения, описываемого элементами POVM (англ. positive operator-valued measure, положительная операторная мера) {\displaystyle \{E_{Y}\}} и осуществлённого на {\displaystyle \rho =\sum _{X}p_{X}\rho _{X}}, количество доступной информации от переменной X в виде результата измерения Y ограничен сверху следующим образом:
{\displaystyle I(X:Y)\leqslant S(\rho )-\sum _{i}p_{i}S(\rho _{i})}
где {\displaystyle \rho =\sum _{i}p_{i}\rho _{i}} ; {\displaystyle S(\cdot )} является энтропией фон Неймана.
Величина в правой части неравенства называется информацией Холево или величина χ Холево:
{\displaystyle \chi :=S(\rho )-\sum _{i}p_{i}S(\rho _{i})}.

## Доказательство
Для доказательства рассмотрим три квантовые системы с именами {\displaystyle P,Q,M}. При этом {\displaystyle P} рассматривается как подготовка, {\displaystyle Q} — как квантовое состояние, подготовленное Алисой и переданное Бобу, а {\displaystyle M} — как средства измерения полученной информации Боба.
Сложная система {\displaystyle P\otimes Q\otimes M} в начале находится в состоянии
{\displaystyle \rho ^{PQM}:=\sum _{x}p_{x}|x\rangle \langle x|\otimes \rho _{x}\otimes |0\rangle \langle 0|}
Состояние Алисы {\displaystyle P} можно рассматривать так, как если бы Алиса имела значение {\displaystyle x} для случайной переменной	{\displaystyle X}. Тогда состояние подготовки является смешанным состоянием, описываемым матрицей плотности {\displaystyle \sum _{x}p_{x}|x\rangle \langle x|}, квантовое состояние, переданное Бобу, равно {\displaystyle \sum _{x}p_{x}\rho _{x}}, а средства измерения Боба находятся в их начальном или холостом состоянии {\displaystyle |0\rangle }.
Используя известные результаты квантовой теории информации[какие?] можно показать[как?], что
{\displaystyle S(P';M')\leqslant S(P;Q)}
Также после некоторых алгебраических выкладок можно показать[как?], что это эквивалентно утверждению теоремы.

## Замечания
По существу, граница Холево доказывает, что для n кубит, хотя они могут «нести» большее количество (классической) информации благодаря квантовой суперпозиции, количество классической информации, которую можно извлечь, то есть получить на практике, не превышает n классических (то есть не закодированных квантово) бит. Это удивительно по двум причинам:
1. квантовые вычисления часто настолько более мощные по сравнению с обычными вычислениями, что результаты, показывающие, что они лишь незначительно лучше, или даже хуже обычных техник, выглядят странно;
2. требуется {\displaystyle 2^{n}} комплексных чисел для кодирования кубита, который представляет лишь n бит.